# المسرح في المغرب
المسرح المغربي هو مجموع الأشكال الفرجوية المسرحية المعروفة في المغرب، سواء الشعبية أو الفطرية منها (الحلقة، البساط) أو المعاصرة. يحيل المسرح المغربي أيضا إلى الكتابة المسرحية كجنس أدبي مستقل وأيضا إلى المسارح وفضاءات العرض المسرحي في المغرب.

## تاريخ المسرح المغربي

### المسرح المغربي القديم

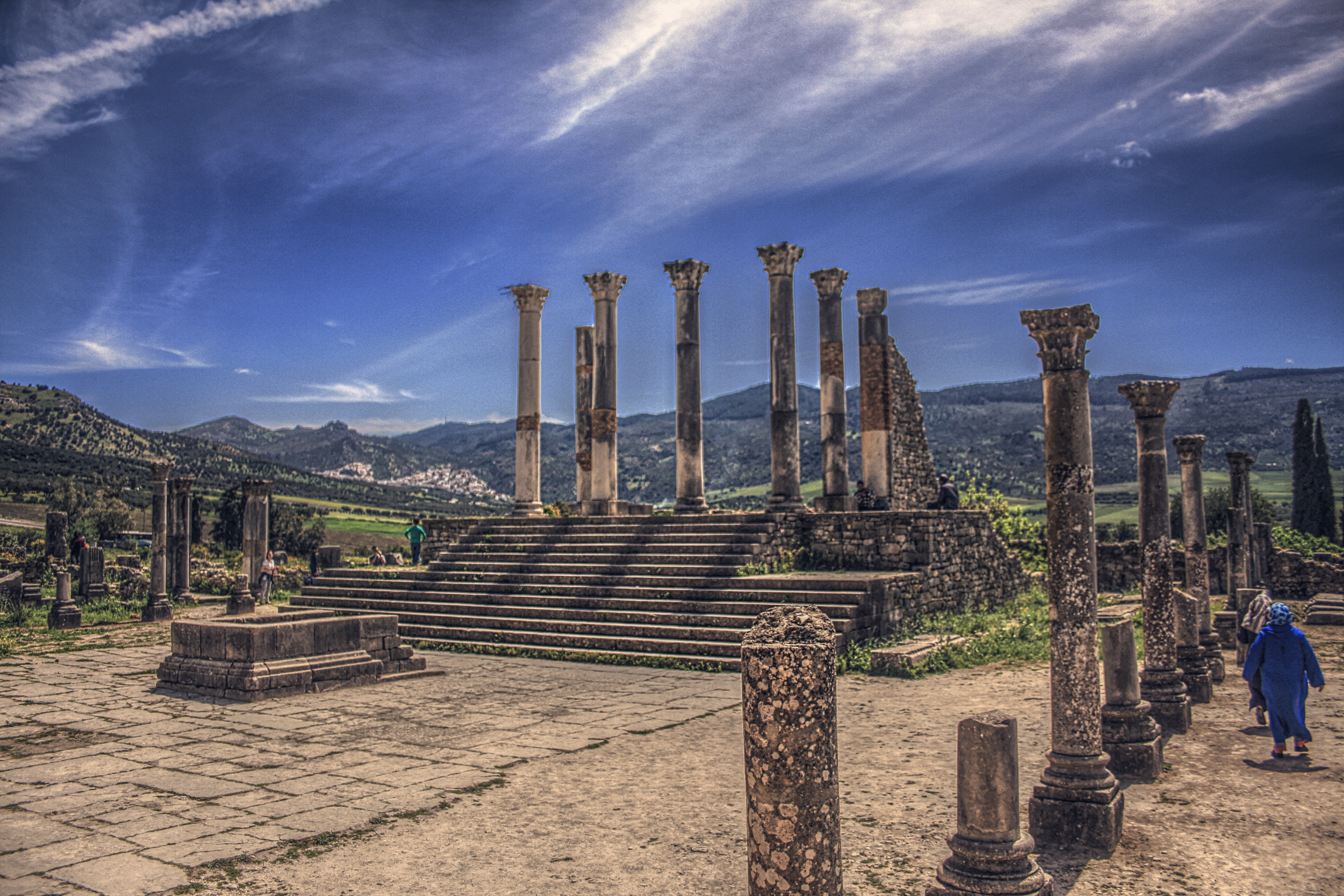
مدينة وليلي الرومانية

أولى المسارح التي بنيت في المغرب كانت خلال الفترة الرومانية، وأولاها كانت في ليكسوس وزيليس، في القرن الأول الميلادي، في ظل موريطانيا الطنجية. كانت المسارح الرومانية فضاء لعروض مسرحية رومانية ذات طابع ديني أو تمثيل مسرحي صامت إضافة إلى الاستعراض الموسيقي. كان المسرح المغربي في مرحلة الممالك الأمازيغية أو الرومانية يمارس باللغات المحلية الأمازيغية وأيضا باللاتينية واللغة القرطاجية. حسب مؤرخي المرحلة الرومانية للمغرب فالمسرح تأثر بالتثاقف بين المكونين الروماني والأمازيغي حيث اندمجت في المسرح الروماني تيمات ثقافية وجمالية محلية (خصوصا على مستوى الموسيقى والاستعراض) انتشرت خارج الفضاء المغاربي، بالمقابل، ساهمت البنيات الرومانية (أنشأت العديد من المسارح في المدن الرومانية المغربية: باناصا، وليلي، تامودا، تنجيس وسلا) في ترسيخ المسرح داخل الثقافة المغربية على مستوى جغرافي واسع.
كان جوبا الثاني، الملك الأمازيغي الروماني المهتم بالأدب والفنون، والذي اتخذ وليلي عاصمة ثانية له إلى جانب شرشال، ألف كتابا خاصا بتاريخ الفن المسرحي. تميز المسرح الأمازيغي عن المسرح الروماني بخروجه عن ثتائية الملهاة والمأساة لصالح مسرح أكثر اعتمادا على التمثيل الحركي والاستعراض والموسيقى، كما تميز بإدماج المتلقي في البنية السينوغرافية وبطابعه المفتوح والمتفاعل مع الجمهور، الذي كان كبيرا، بدليل الأبعاد المعتبرة للمسارح وانتشارها الكبير، حتى في الحواضر المغربية الرومانية الصغرى.

### بين القرن 8 و19

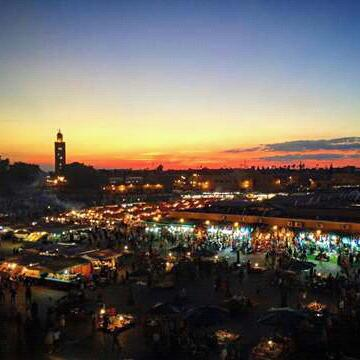
ساحة جامع لفنا بمراكش، حيث ينتشر فن الحلقة المسرحي

عرف المسرح ركودا بعد انتهاء الوجود الروماني وبداية المرحلة الإسلامية في تاريخ المغرب. حسب المؤرخ عباس الجراري، فإن اندثار المسرح في المغرب، بشكله الإغريقي الروماني، كان بسبب تعارضه مع الثقافة والمعتقدات الإسلامية، أولا لانتفاء موضوعاته الأساسية (مثلا: التوسل للآلهة الرومانية) وثانيا لتعارضه، على مستوى الشكل، مع الأخلاقيات الإسلامية. رغم ذلك، استمرت التعبيرات المسرحية في التواجد في المغرب عبر خلال أشكال مختلفة، شعبية وما قبل مسرحية (حسب المفهوم المعاصر للمسرح). هذه الفرجة المسرحية الشعبية ارتبطت بروافد ثقافية عربية وأمازيغية وأندلسية وإفريقية وكان قاسمها المشترك هو طابعها الشفهي وإدماجها للجمهور المتلقي في الفرجة المسرحية. من أهم هذه التعبيرات، والتي لا تزال في أغلبها قائمة ومنتشرة إلى اليوم:
- الحلقة: هي الشكل الأكثر انتشارا في مختلف مناطق المغرب، خصوصا في الساحات الكبرى للمدن والأسواق. تاريخيا، كانت ساحات جامع لفنا بمراكش وباب المنصورلعلج بمكناس وساحتا باب الفتوح وباب الكيسة بفاس من أشهر فضاءات «الحلاقي» المغربية. الحلقة هي أساسا مسرح حكي، يكون مرافقا بالتمثيل والألعاب البهلوانية والموسيقى، يجسده على الأكثر شخصان، ويتميز بطابعه الغرائبي وبحسه التشويقي، الذي يشد اهتمام الجمهور (المتحلق حول الممثل) ويغريه بمعاودة الحضور لاستكمال القصص المروية والتي تكون مقتبسة من أساطير مغربية أو عربية كالعنقرية وسيرة سيف بن ذي يزن وألف ليلة وليلة.[3]
- البساط: مقارنة بالحلقة كان شكلا أكثر نخبوية، يكون في مجالس السلاطين ورجال الدولة والأعيان (القياد)، ويكون فيه هامش الحرية أكبر وتغلب عليه الفكاهة. كانت عروض البساط، التي شجعها السلطان محمد بن عبد الله، يسمح خلالها بترك الاحتشام (موضوعات جنسانية) والجرأة في السخرية السياسية من أعيان الدولة والشخصيات العامة.[3]
- سيدي الكتفي: انبثق عن البساط وكان منتشرا بين حرفيي الرباط وسلا، حيث كان ينظم في مجالس خاصة من طرف زملاء في نفس الحرفة، على رأسهم مقدم، يقومون بإلقاء قصائد تمثيلية ذات مضمون سياسي أو صوفي. من بين تلاميذ هذا التيار في القرن العشرين الممثل المسرحي العربي الدغمي، الذي كان والده عضو طائفة سيدي الكتفي في الرباط.[3]
- سلطان الطلبة والتبوريدة وعبيدات الرما: وهي أشكال شبه مسرحية تحاكي مواقف مهمة في الحياة السياسية للمغاربة: الطقوس المخزنية التي تصاحب سلاطين المغرب (كان يجسدها الطلبة بشكل مسرحي خطابي ارتجالي منذ عهد المولى رشيد في احتفالية سلطان الطلبة السنوية) أو الاستعراضات العسكرية للقبائل والمجسدة لمناورات عسكرية والمصحوبة بارتجالات شعرية، في طقس التبوريدة الذي لا يزال حاضرا في الثقافة المغربية.[3] أما عبيدات الرما فهي استعراض ما قبل مسرحي موسيقي وفكاهي، كان تاريخيا مرتبطا برحلات القنص والصيد، ويغلب عليه الطابع الفكاهي والساخر.[4]
- إمذيازن: شكل مسرحي أمازيغي عرف منذ القدم في الريف والأطلس الجنوبي الشرقي وسوس. هو عبارة عن مسرح متنقل بين القرى والأسواق الأسبوعية، يعتمد على الاستعراض والألعاب البهلوانية والشعر الأمازيغي، وهو شبيه بمسرح التروبادور الذي انتشر في أوروبا في العصور الوسطى. الفرق كانت تعتمد على آلات موسيقية كالدفوف والبنادير المغربية والناي القصبي. [2]
- أورارن: تمثيل مسرحي غنائي، أحيانا ارتجالي، تكون في الأعراس ويندمج خلالها العارضون مع المحتفلين. هذا الشكل لا يزال قائما إلى اليوم في سوس.[2]
- آهال: وهي مجالس شعرية مسرحية انتشرت في المناطق الصحراوية، تتقارع خلالها مجموعات تحت رئاسة امرأة شاعرة.[2]
- إزران أو إزلان: شكل مسرحي أمازيغي يتنافس فيه فريقان (فريق للرجال وآخر للنساء) في إلقاء أبيات شعرية مصحوبة بالموسيقى والرقص المنتظم.[2]

### بداية المسرح المعاصر

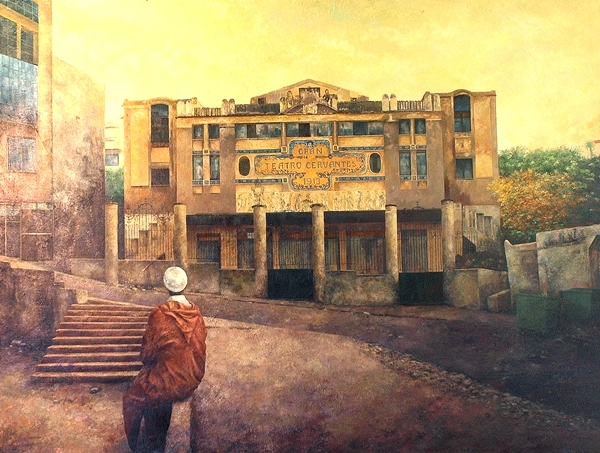
مسرح ثيبرانتيس بطنجة، أول منشأة مسرحية معاصرة بنيت في المغرب (1913)

أول مسرح، بالشكل المعاصر، بني في المغرب كان مسرح ثيربانتيس في طنجة، سنة 1913. منذ بداية القرن العشرين إلى غاية العشرينات منه، كانت كل العروض المسرحية المقدمة في المغرب مؤداة من طرف فرق أجنبية، إسبانية ومصرية وفرنسية بالأساس في مدن طنجة وتطوان والرباط وسلا وفاس ومكناس ومراكش. كانت للفرق المشرقية (سلامة حجازي، محمد عز الدين، نجيب الريحاني، فاطمة رشدي، يوسف وهبي، مصطفى النجار) تأثير كبير على الجمهور المغربي وساهمت في تحفيز ظهور أولى الفرق والممثلين المسرحيين المغاربة. كانت أولى العروض والفرق ذات اتجاهات تهذيبية وسلفية تغلب على عروضها النزعة القومية والتاريخية.
 المسرح المكتوب، بشكله المعاصر لم ينطلق في المغرب إلا في بداية القرن العشرين، تحت تأثير الفرق المسرحية الأجنبية (الأوروبية والعربية) التي ألقت أولى العروض المسرحية في المغرب، في طنجة سنة 1912. أول فرقة مسرحية مغربية كانت الجوق الفاسي (1925) والتي قدمت أولى المسرحيات المغربية كتابة سنة 1928، تبعتها فرق أخرى في مراكش (1927) وطنجة والرباط (1927) وسلا وتطوان (1930). من أهم الكتابات المسرحية المغربية في تلك الفترة مسرحية المنصور الذهبي من كتابة ابن الشيخ من فرقة الجوق الفاسي سنة 1929.
في 1949 تأسست فرقة مسرحية تابعة لإذاعة «راديو ماروك» وفرقة «مسرح الشعب» وفي 1950 تأسست في مراكش فرقة «الكوكب المراكشي»، ثم الوفاء المراكشي في 1956. من الفرق الأولى نجد أيضا «فرقة التمثيل المفربي» بالمعمورة والتي تألقت بمشاركات عديدة بأهم مهرجان مسرحي أنذاك، مهرجان مسرح الأمم بباريس، والجدير بالذكر أن هاته الفرقة هي التي أنجبت ثلة من رواد المسرح المغربي في القرن العشرين: الطيب الصديقي، أحمد الطيب لعلج، العربي الدغمي، العربي يعقوبي فاطمة الركراكي وغيرهم.
في النصف الثاني لفترة الحماية، غلبت المواضيع الوطنية والكفاح ضد المستعمر على الكتابة المسرحية المغربية، وشارك في هذه الحركية أيضا سياسيون وفقهاء مغاربة كعبد الخالق الطريس (مسرحية انتصار الحق على الباطل - 1933) وعلال الفاسي وعبد الله الجيراري (تحت راية العلم والجهاد 1928).
يمكن اعتبار الطيب الصديقي وأحمد الطيب لعلج أهم رائدين في التأسيس لكتابة مسرحية حديثة مغربية مستقلة، حيث اعتمدا على التراث الغزير للأشكال الما قبل مسرحية والأجناس الموسيقية المغربية كالملحون مثلا. أسس الطيب الصديقي لجيل ومدرسة مسرحية مغربية بمنظورها الفني الخاص ومتعارضة أحيانا مع المدرسة الكلاسيكية المؤسساتية. من التجارب المسرحية المهمة كذلك مدرسة المسرح العجائبي، ومن روادها عبد اللطيف الدشراوي ونبيل لحلو، والتي يعرفها الناقد المسرحي حسن المنيعي: «كتقنية مسرحية متفجرة ولا مستساغة من لدن أصحاب الأخلاق المهذبة والسلوك المثالي».
من الأسماء المهمة في المسرح المغربي عبد الكريم برشيد الذي أسس لمدرسة الاحتفالية المغربية، والذي اهتم بالتقعيد الجمالي للمسرح العربي وتحريره من القوالب الغربية لفائدة التراث الجمالي المحلي.

## قائمة المسارح في المغرب
| المدينة       | اسم المسرح                                      | التأسيس | عدد المقاعد | معلومات إضافية                                  |
| ------------- | ----------------------------------------------- | ------- | ----------- | ----------------------------------------------- |
| الدار البيضاء | المسرح الكبير للدار البيضاء أو مسرح محمد السادس | 2014    | 2800 مقعد   | في طور الإنجاز.                                 |
| الدار البيضاء | المسرح البلدي (بالدار البيضاء)                  | 1920    | 600 مقعد    | تم هدمه في عام 1984.                            |
| الدار البيضاء | مركب حسن الصقلي                                 |         | 720 مقعد    |                                                 |
| الدار البيضاء | المسرح البلدي (عين السبع)                       |         |             |                                                 |
| الدار البيضاء | استوديو الفنون الحية                            |         | 480 مقعد    | عصري                                            |
| الدار البيضاء | مسرح لا كوبول                                   | 1915    | 220 مقعد    | كلاسيكي                                         |
| الدار البيضاء | مسرح سيدي بليوط                                 |         | 950 مقعد    | كلاسيكي                                         |
| الدار البيضاء | مسرح الكاف                                      |         | 420 مقعد    | عصري                                            |
| الدار البيضاء | مسرح الطيب الصديقي                              |         | 460 مقعد    | عصري                                            |
| الرباط        | المسرح الوطني محمد الخامس                       | 1962    | 2600 مقعد   | عصري                                            |
| الرباط        | المسرح الكبير للرباط                            |         | 6500 مقعد   | في طور الإنجاز                                  |
| طنجة          | مسرح سرفانتس                                    | 1913    | 920 مقعد    | أول مسرح معاصر في المغرب - في طور إعادة الترميم |
| طنجة          | مسرح دارنا                                      | 2014    | 550 مقعد    | كلاسيكي                                         |
| مكناس         | مسرح المنوني                                    | 2000    | 1156        | عصري                                            |
| المضيق        | مسرح للا عايشة                                  | 2014    | 360 مقعد    | أول مسرح معاصر في المغرب - في طور إعادة الترميم |
| الجديدة       | المسرح البلدي                                   | 1935    | 600 مقعد    | أول مسرح معاصر في الجزء الفرنسي من الحماية      |
| مراكش         | المسرح الملكي                                   | 2001    |             |                                                 |
| وجدة          | مسرح محمد السادس                                | 2014    | 2160 مقعد   | عصري                                            |
| فاس           | المركب الثقافي لفاس                             |         |             | في طور الإنشاء                                  |
| أكادير        | المسرح الكبير لأكادير                           |         |             | في طور الإنشاء                                  |
| أكادير        | مسرح الهواء الطلق (أكادير)                      |         | 2270 مقعد   | عصري                                            |
| تازة          | مسرح تازة                                       |         | 635 مقعد    | عصري                                            |
|               |                                                 |         |             |                                                 |

## تيارات المسرح المغربي

### المسرح الجامعي
المسرح الجامعي (فريد بن مبارك) الدي توج بعملين (نزهة: لفرناندو اريال وبنادق الام كرار ابير تولد بريشت)، غير ان هدا المسرح لم يصمد امام المضايقة ليعود الاقتباس من جديد إلى الظهور (معطف غوغول-اقتباس احمد الطيب العلج)

### المسرح العجائبي
انبثق عن هدا المسرح ميلاد مخرج طلائعي وهو عبد اللطيف الدشراوي الدي أدى انضمام الحلو إلى تشكيلته جعله يمارس مسرحا صداميا ينزع إلى نقد الأوضاع السائدة ودالك عبر مسرحية (السلاحف)و (الموسم)وقد تجسد عمل مسرح القناع الصغير في عملين هما (القاضي في الحلقة)، (الباب المسدود) للدشراوي وظف فيهما نقلات تراثية تؤسس لمسرح طلائعي. ومع تجربة الحلو مع مسرح القناع الصغير يدخل المسرح المغربي مجال تأسيس مسرح عجائبي يبني فعالية الصدامية التحريضية المبنية على مشاعر الذات الجريحة المغربية.

### مسرح الهواة
تعتبر فرق مسرح الهواة، التي انطلق مهرجانها السنوي في 1957، من أهم مميزات التاريخ المسرحي المغربي وهي فرق انتشرت في مختلف مدن المغرب في سياق تداخل فيه الثقافي مع السياسي (وأحيانا النقابي). انفتحت فرق الهواة على مجموعة من التجارب الطلائعية والتجريبية العالمية وأيضا على الكتابات المسرحية المنظر لها بعمق. وتبقى أهم إضافة لمسرح الهواة هي إنشاؤه لمدرسة مغربية خالصة نهلت من التراث والأشكال الماقبل مسرحية المحلية مع تبسيط تقنيات الخشبة وخلق علاقة تفاعل جدلية مع الجمهور. مسرح الهواة شكل أيضا مشتلا وفضاء تفاعليا بين المسرح والموسيقى حيث كانت مجموعة من الفرق مشتلا لفرق موسيقية رائدة (مسرح الهواة المراكشي وجيل جيلالة، الطيب الصديقي وناس الغيوان، فرقة الهلال الذهبي ومجموعة تكادة...).
من أهم أسماء مسرح الهواة المغربي: محمد حسن الجندي، الطيب الصديقي، محمد كهرمان وعبد الكريم برشيد.
أسس الطيب الصديقي لمسرح مغربي ذي نجاح بارز بالعالم العربي كمخرج ومؤلف وممثل مسرحي، شكلا باستنباطه لأنواع فرجوية عريقة (الحلقة، البساط، تغنجة، التراث الغنائي متعدد الهويات...)، ومضمونا بتوظيف التراث الشفهي المغربي والنصوص العربية (الرباعيات، المجذوب، مقامات بديع الزمن الهمذاني، نصوص الحلقة، سلطان الطلبة، أبو حيان التوحيدي وغيرها)